# Нукусский троллейбус
Нукусский троллейбус — закрытая троллейбусная система Нукуса, столицы автономной Каракалпакской Республики в Узбекистане. Существовала с 14 декабря 1991 года по 2007 год. Последняя троллейбусная система, которая была запущена в СССР (предпоследняя была пущена в Смоленске, в апреле того же года). Причиной закрытия послужили большой долг за электроэнергию и устаревший троллейбусный парк, из-за которых в последние годы система функционировала с перебоями.